# Ala de incidencia variable
.

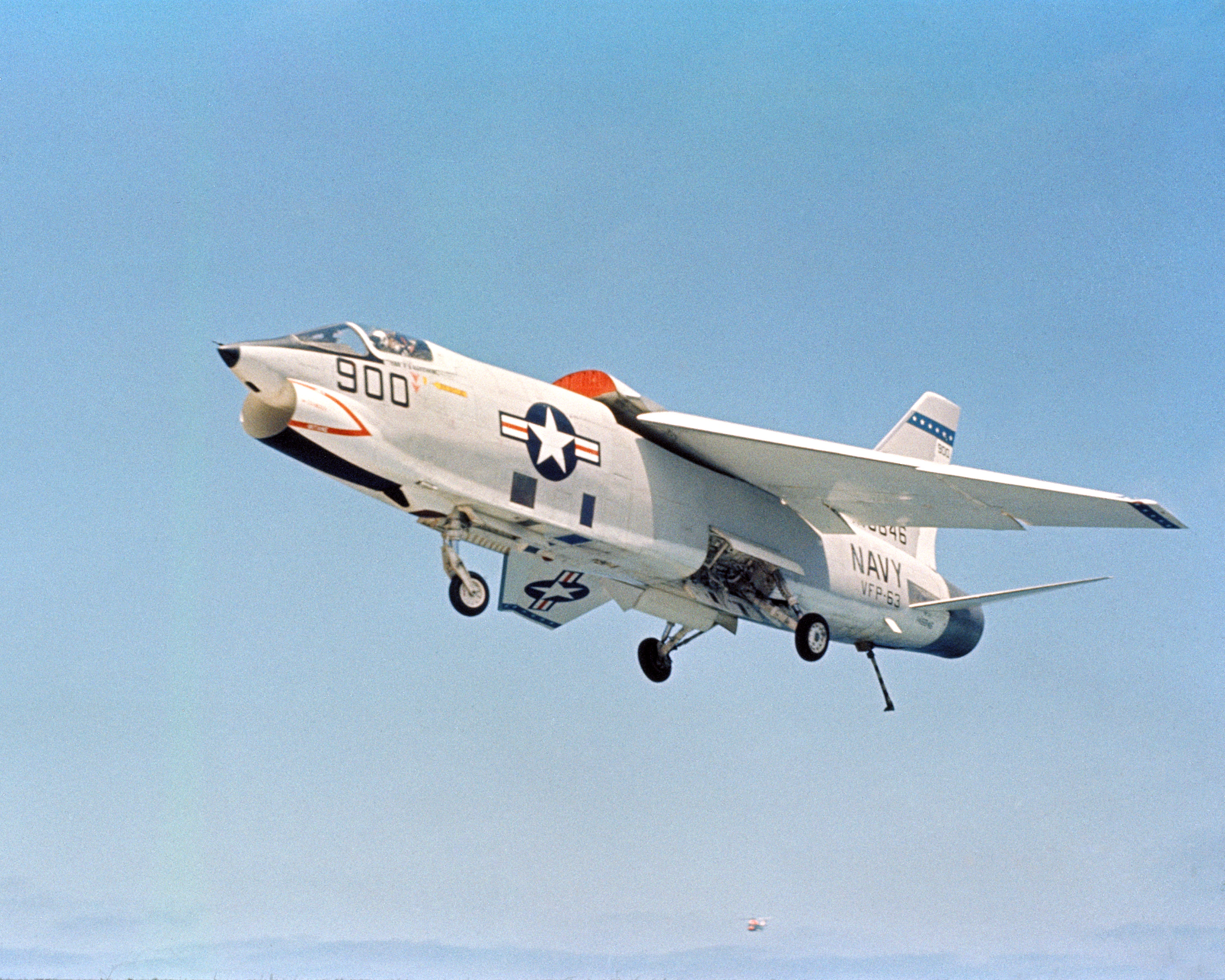
Un Vought F-8 Crusader utilizando su ala de incidencia variable durante una aproximación de aterrizaje

Un ala de incidencia variable tiene un ángulo de incidencia ajustable con respecto a su fuselaje. Esto permite que el ala funcione con un ángulo de ataque elevado para el despegue y el aterrizaje, al tiempo que permite que el fuselaje permanezca cerca de la horizontal.
El mecanismo de pivote añade peso extra con respecto a un ala convencional y aumenta los costes, aunque en algunas aplicaciones los beneficios pueden compensar los costes.
Varios ejemplos han volado, y uno de ellos, el F-8 Crusader caza a reacción transportado en portaaviones, entró en producción.

## Historia
Algunos de los primeros aviones tenían alas cuya incidencia podía variarse para controlar y trimar, en lugar de las superficies de control convencionales de timón de profundidad. El deformación del ala variaba la incidencia del ala exterior y fue utilizado por varios pioneros, incluyendo inicialmente a los hermanos Wright.
Los primeros ejemplos de alas rígidas de incidencia variable no tuvieron mucho éxito. Incluyen el Mulliner Knyplane en 1911, el Ratmanoff monoplano en 1913 y el Schmidt biplano de Pasul, también en 1913. Una patente para un ala rígida de incidencia variable fue presentada en Francia el 20 de mayo de 1912 por el inventor búlgaro  George Boginoff. Se cree que entre 1916 y 1917 se construyeron cuatro tipos rusos sin éxito. El Zerbe Air Sedan era un cuatriplano tándem que voló una sola vez, en 1921.
El primer ejemplo que se fabricó en cantidad fue el Mignet Pou du Ciel (La Pulga Voladora) francés de ala en tándem, que se hizo brevemente popular durante la década de 1930. Su ala delantera de incidencia variable resultó insegura y se dejó de vender tras una serie de accidentes mortales.
Durante la Segunda Guerra Mundial, la empresa alemana Blohm & Voss desarrolló el monoplano de incidencia variable para aumentar la sustentación en el despegue, cuando el fuselaje trasero estaba demasiado cerca del suelo para permitir la rotación de toda la aeronave. El fuselaje del prototipo de transporte Blohm & Voss BV 144 se asentaba sobre un tren de aterrizaje corto, lo que permitía subir y bajar a los pasajeros sin necesidad de escalones adicionales. Otra propuesta de B&V, el avión de ataque Blohm & Voss P 193 , era de  configuración de empuje y no podía girar su fuselaje para el despegue sin que la hélice tocara el suelo, por lo que se le dotó de un ala de incidencia variable. El diseñador ruso S. G. Kozlov diseñó el caza de incidencia variable E1, pero el prototipo inacabado fue destruido cuando la fábrica fue invadida por Alemania en 1941.
Los  aviones de portaaviones deben tener una buena visibilidad hacia delante durante el descenso y la aproximación para un aterrizaje en cubierta. Sin un ala de incidencia variable u otro dispositivo hipersustentador, el piloto debía cabecear toda la aeronave para mantener la elevación a la lenta velocidad de aproximación requerida, y esto puede restringir la visión delantera. Aumentando la incidencia del ala, pero no la del fuselaje, se puede mantener una gran sustentación y una buena visión delantera. El dispositivo también evita la necesidad de un tren de aterrizaje de morro largo, voluminoso y pesado para elevar el ángulo de ataque en el despegue. El prototipo Supermarine Type 322 voló en 1943, y el hidroavión anfibio Seagull ASR.1 en 1948.
Después de la guerra, Estados Unidos retomó la idea para la era del jet. El bombardero Martin XB-51 y el interceptor Republic XF-91 adoptaron la incidencia variable por la misma razón que B&V. Ambos volaron por primera vez en 1949 pero sólo se construyó unos pocos prototipos de cada uno de ellos. En 1955 les siguió el Vought F-8 Crusader, el único caza a reacción de incidencia variable que entró en producción y tuvo una exitosa carrera en servicio.